# Attila Bozay

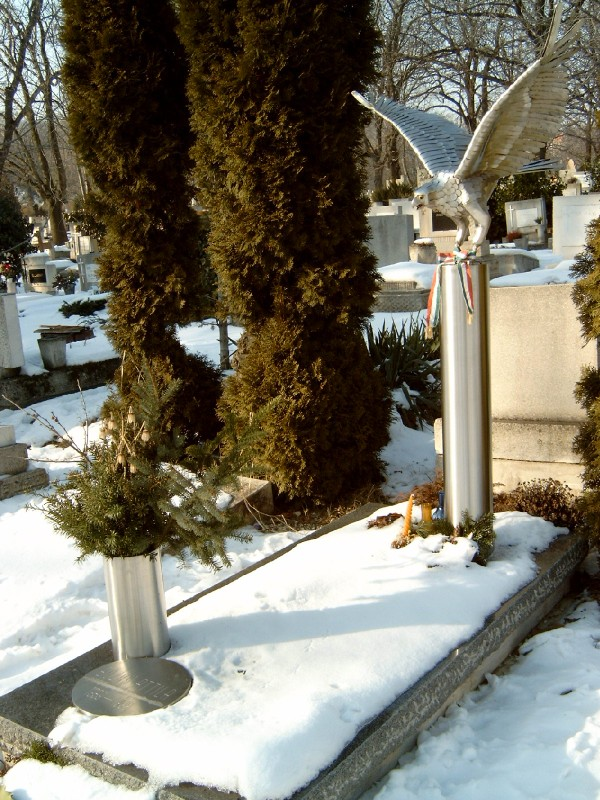
Tumba de Attila Bozay en Budapest.

Attila Bozay [ˈɒtilːɒ ˈbozɒi] (Balatonfűzfő, 11 de agosto de 1939-Budapest, 14 de septiembre de 1999) fue un compositor húngaro. Asimismo, fue un destacado intérprete de flauta y cítara. Sus obras se caracterizan por su gran rigor formal y metodológico. Según Ulrich Dibelius

la fantasía, el gusto por la experimentación y el virtuosismo de los instrumentos siguen siendo las principales fuerzas motrices [de la música de Bozay]

Bozay estudió de 1957 a 1962 en la Academia de Música de Budapest, donde recibió clases de Ferenc Farkas. En el conservatorio de esa misma ciudad tuvo com profesor a István Szelényi. Después fue él mismo profesor de música en Szeged y trabajó desde 1963 a 1966 en la Radio Húngara. A partir de esta fecha, se instaló en Budapest y se dedicó preferentemente a la composición, aunque también impartió clases en la Academia de Música entre 1979 y 1998. Entre 1990 y 1993 fue director de la Filarmónica Nacional.
Bozay compuso obras para todos los géneros musicales: óperas (Csongor és Tünde, 1985), música de cámara, sinfónica, canciones, motetes...